# Herbert Leupold
Herbert Leupold (* 20. Juni 1908 in Wüstewaltersdorf; † 22. Dezember 1942 in Navaginskaya/Krasnodar) war ein deutscher Skilangläufer.
Der aus Oberstaufen stammende Leupold erreichte bei den Nordischen Skiweltmeisterschaften 1933 in Innsbruck bei der 4 × 10-km-Staffel zusammen mit Walter Motz, Willy Bogner sr. und Josef Ponn den vierten Platz und gewann ein Jahr darauf bei den Nordischen Skiweltmeisterschaften in Sollefteå in der gleichen Disziplin mit Walter Motz, Josef Schreiner und Willy Bogner sr. die Silbermedaille. Bei den Olympischen Winterspielen 1936 erreichte er in der 4 × 10-km-Staffel mit Friedl Däuber, Willy Bogner sr. und Anton Zeller den sechsten Platz und bestritt zusammen mit Johann Hieble, Hermann Lochbühler und Michael Kirchmann den Demonstrationsbewerb Militärpatrouille, bei dem die deutsche Mannschaft den fünften Platz erzielte. Zudem war er Deutscher Meister im 50-km-Skilanglauf in den Jahren 1936, 1937 und 1939.
Am 4. März 1940 beantragte er die Aufnahme in die NSDAP und wurde zum 1. April desselben Jahres aufgenommen (Mitgliedsnummer 7.617.884). Während des Zweiten Weltkriegs kämpfte er an der Ostfront, zuletzt in der Kaukasusregion. Nach schwerer Verwundung starb er Ende 1942 auf dem Hauptverbandsplatz im Navaginskaya-Tunnel.